# 1905 a jogalkotásban
1905-ben az alábbi jogszabályokat alkották meg:

## Magyarország

### Törvények
1905-ben egyetlen törvénycikket sem fogadtak el.